# Спайсленд (Індіана)
Спайсленд (англ. Spiceland) — місто (англ. town) в США, в окрузі Генрі штату Індіана. Населення — 958 осіб (2020).

## Географія
Спайсленд розташований за координатами 39°50′15″ пн. ш. 85°26′16″ зх. д. / 39.83750° пн. ш. 85.43778° зх. д. (39.837396, -85.437781).  За даними Бюро перепису населення США в 2010 році місто мало площу 1,30 км², уся площа — суходіл.

## Демографія
Згідно з переписом 2010 року, у місті мешкало 890 осіб у 353 домогосподарствах у складі 256 родин. Густота населення становила 683 особи/км².  Було 389 помешкань (299/км²).
Расовий склад населення:
| - 98,5 % — білих - 0,2 % — азіатів - 0,1 % — чорних або афроамериканців |

До двох чи більше рас належало 0,4 %. Частка іспаномовних становила 0,7 % від усіх жителів.
За віковим діапазоном населення розподілялося таким чином: 26,9 % — особи молодші 18 років, 56,6 % — особи у віці 18—64 років, 16,5 % — особи у віці 65 років та старші. Медіана віку мешканця становила 39,5 року. На 100 осіб жіночої статі у місті припадало 96,0 чоловіків;  на 100 жінок у віці від 18 років та старших — 89,2 чоловіків також старших 18 років.
Середній дохід на одне домашнє господарство  становив 48 724 долари США (медіана — 39 808), а середній дохід на одну сім'ю — 53 504 долари (медіана — 50 556). Медіана доходів становила 40 764 долари для чоловіків та 30 132 долари для жінок. За межею бідності перебувало 14,2 % осіб, у тому числі 14,4 % дітей у віці до 18 років та 4,8 % осіб у віці 65 років та старших.
Цивільне працевлаштоване населення становило 367 осіб. Основні галузі зайнятості: виробництво — 34,9 %, освіта, охорона здоров'я та соціальна допомога — 14,7 %, роздрібна торгівля — 13,1 %.